# Jacques Droz
Jacques Droz, (Paris, 12 de março de 1909 - Paris, 03 de março de 1998), foi um historiador francês e especialista na história germânica e das ideias políticas (liberalismo, o socialismo, e o fascismo).
Droz recebeu seu doutorado em 1945 por seu estudo da influência da Revolução Francesa no liberalismo Renano entre o Congresso de Viena em 1815 e a revolução de março de 1848.
Em 1945, ele defendeu sua tese sobre o liberalismo renano durante o periodo de 1815 a 1848. Foi professor na Universidade de Clermont-Ferrand de 1947 a 1962, e a partir de 1957 ele também assumiu como decano da Faculdade de Letras. Em 1962, Droz foi apontado como sucessor do professor Maurice Baumont na Sorbonne, onde lhe foi concedido o estatuto emérito em 1972. Muitas das suas obras foram traduzidas para alemão e o inglês, especialmente aquelas sobre o socialismo, sendo alguns de seus livros publicados em outros idiomas.
Droz era um especialista sobre a história das ideias políticas, em particular o socialismo e liberalismo. Ele também era um especialista na história dos países de língua alemã. Em 1968 a revista Historische Zeitschrift elogiou Droz pela sua contribuição a história da social-democracia.

## Principais obras
- Le libéralisme rhénan de 1815 à 1848. Sorlot, Paris 1940.
- Histoire diplomatique de 1648 à 1919. Dalloz, Paris 1952.
- Le Socialisme Démocratique, 1864–1960. Armand Colin, Paris 1966.
- Les Causes de la Première Guerre mondiale. Essai d’historiographie. Du Seuil, 1973.
- Histoire de l’antifascisme en Europe 1923–1939. La Découverte, Paris 1985, ISBN 2-707-13445-7 (Neuausgabe 2001).